# Сагын, Бекбол Убайдоллаевич
Бекбо́л Убайдолла́евич Сагы́н (каз. Бекбол Ұбайдоллаұлы Сағын) — казахстанский государственный деятель.

## Биография
Родился 13 октября 1972 года. Окончил Казахскую Государственную академию управления им. Т. Рыскулова (1993 год, специальность: юрист), Казахский гуманитарно-юридический университет (2007 год, бакалавр юриспруденции) и Казахскую инженерно-техническую академию (магистр экономических наук). В 1993 году начал работать в финансовой системе управления Комитета Государственного финансового контроля по Актюбинской области.
В 1998—2003 годах занимал должность председателя налогового комитета по Мартукскому району Актюбинской области, в 2003—2004 годах был заместителем начальника Актюбинского областного управления образования, в 2004 году стал заместителем акима города Актобе, в 2004—2007 годах был заместителем директора департамента образования города Астаны, в 2007—2010 годах занимал должность сначала заместителя начальника, а затем начальника управления экономики и бюджетного планирования города Астаны, в 2010—2013 годах был руководителем управления финансов города Астаны. В 2013 году Бекбол Сагын был назначен акимом района «Алматы» города Астаны.
27 октября 2015 Бердибек Сапарбаев, недавно ставший акимом Актюбинской области, назначил новым градоначальником Актобе Бекбола Сагына. Он сменил Ерхана Умарова, который занимал эту должность с 17 февраля 2012 года. В июле 2016 года Бекбол Сагын покинул пост главы города и новым акимом Актобе стал Ильяс Испанов.

## Ордена и награды
Награждён орденом «Курмет», медалями «20 лет независимости Республики Казахстан» и «10 лет Астане».

## Семья
Женат, имеет троих детей.